# Station Ustrzyki Dolne
Station Ustrzyki Dolne is een spoorwegstation in de Poolse plaats Ustrzyki Dolne.